# Torgau
Torgau város Szászországban. Járási központ

## Történelem

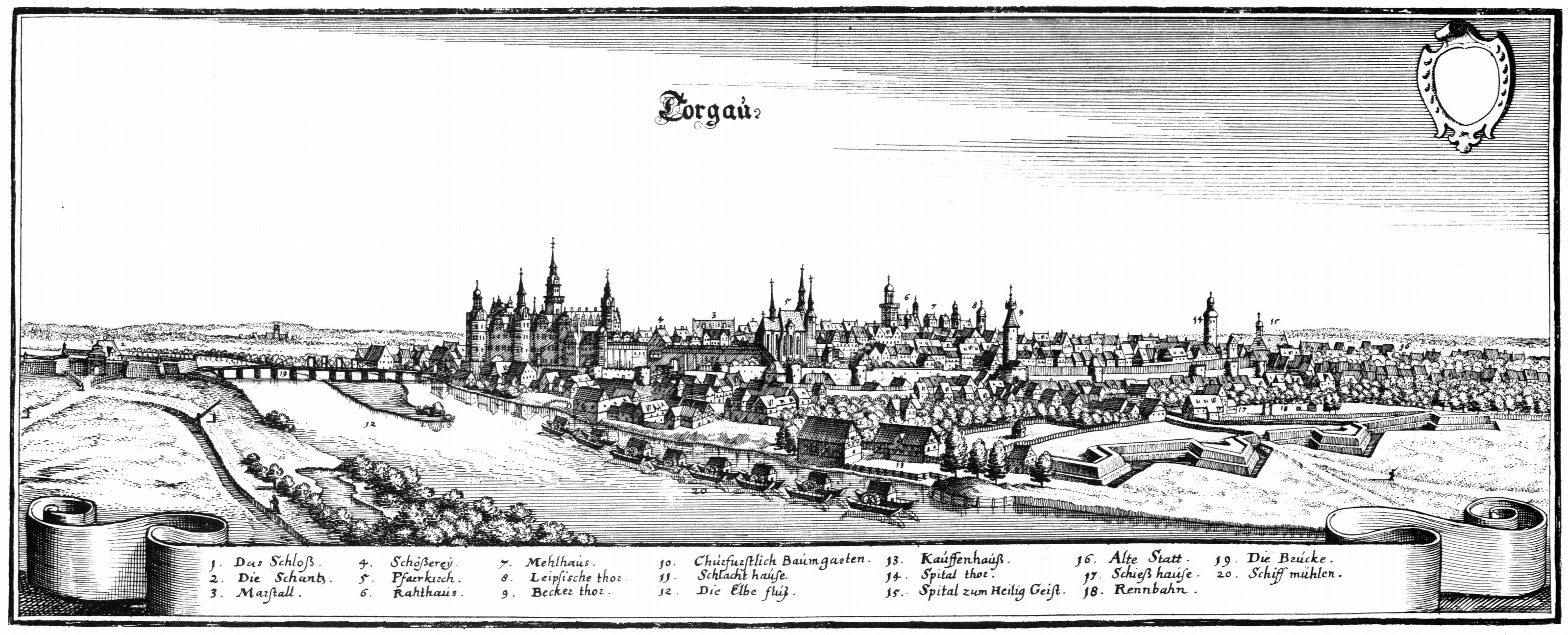
Torgau 1650-ben

Az első írásos emlék a városról Torgove néven 973-ból való. 1267-ben már városként említik, ezután fontos kereskedelmi központtá vált, majd a 14. században fallal vették körül, melynek négy kapuja volt.
A 15. században jelentős fejlődésnek indult. Bölcs Frigyes és utódai idején nagy építkezések folytak Torgauban. Ebből az időből származik az itteni híres kastély is, amelyik eleinte a választófejedelmek egyik legkedveltebb rezidenciája volt.
1485-ben a Lipcsei Hercegség része. 1529-ben megjelenik a reformáció a városban. I. János Frigyes választófejedelem az elsők között fordul V. Károly ellen, és tér át a reformációra.
1760. november 3-án a város mellett vívják a hétéves háború utolsó csatáját.
1811-ben a Porosz Királyság része lett.
Az 1800-as években a kereskedelmi centrum mindinkább iparivá alakult át. Elsősorban kőedényüzeme, majd üveggyára, a 20. század vége felé pedig vasöntődéje és gépgyára is épült.
1945. április 25-én a város mellett találkoztak a szovjet és az amerikai csapatok.
1948-ban a Német Demokratikus Köztársaság, majd 1990-től a Német Szövetségi Köztársaság része.

## A Pallas lexikonban olvasható
Torgau az azonos nevű járás székhelye Merseburg porosz kerületben, az Elba bal partján, vasút mellett, (1890) 10,860 lak., szesz- és téglagyártással, evangelikus templommal, amelyben Cranach képei láthatók, Hartenfels nevü nagy kaszárnyával, amelyet János Frigyes szász választó építtetett és a XVII. sz.-ig a szász választók lakóhelyükül választották; régies városházzal, amelyben 1873. alapított szász régiségtár van elhelyezve. 1526. Állhatatos János szász választó és hesseni Fülöp itt kötötték meg a T.-i szövetséget. 1760. november 3-án II. Frigyes porosz király legyőzte Daun osztrák hadait. Napoleon parancsára 1810. erős várrá alakították, amelyet 1891. részben leromboltak. T. 1815. jutott a poroszok hatalmába.

## Galéria

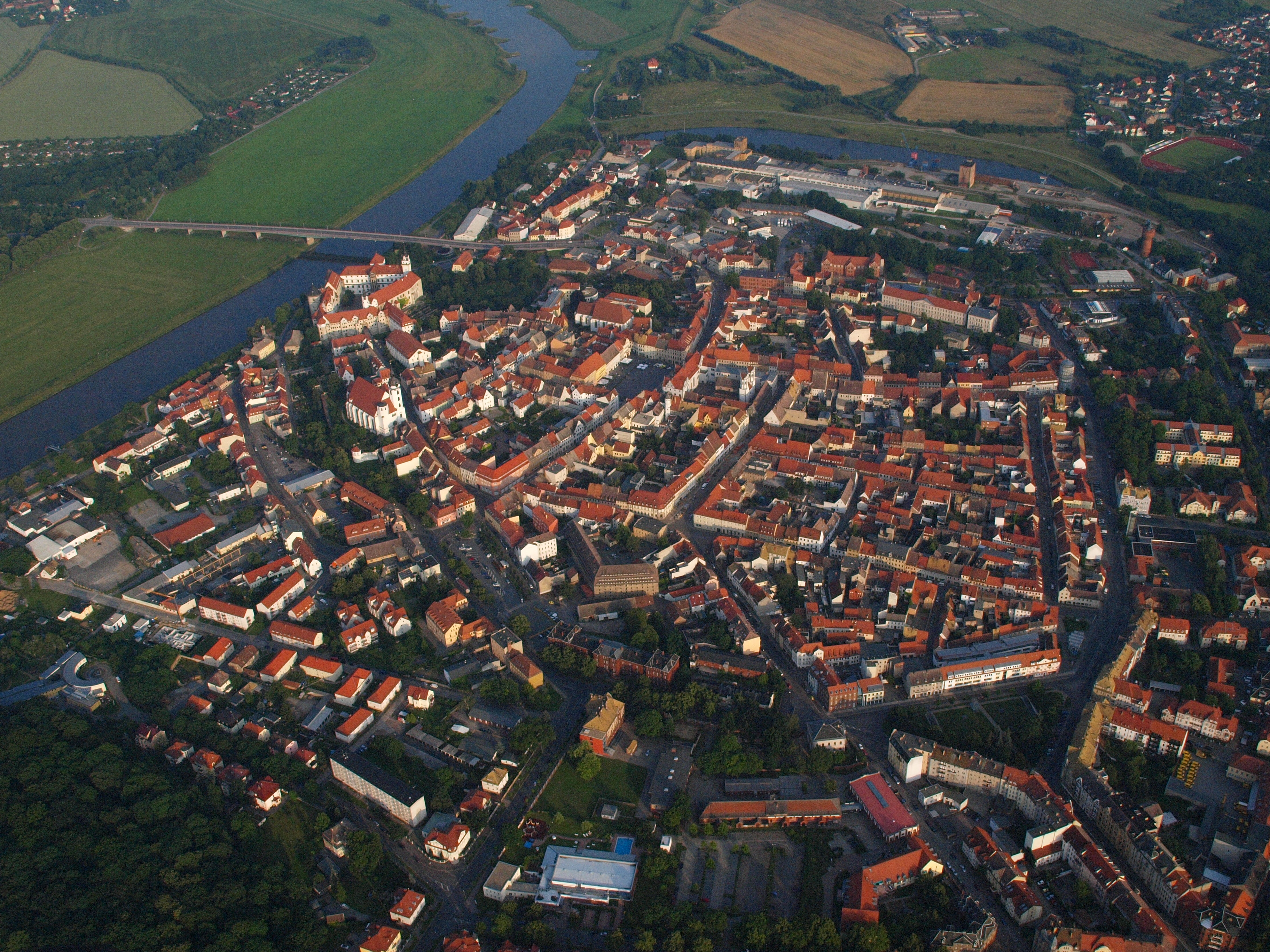
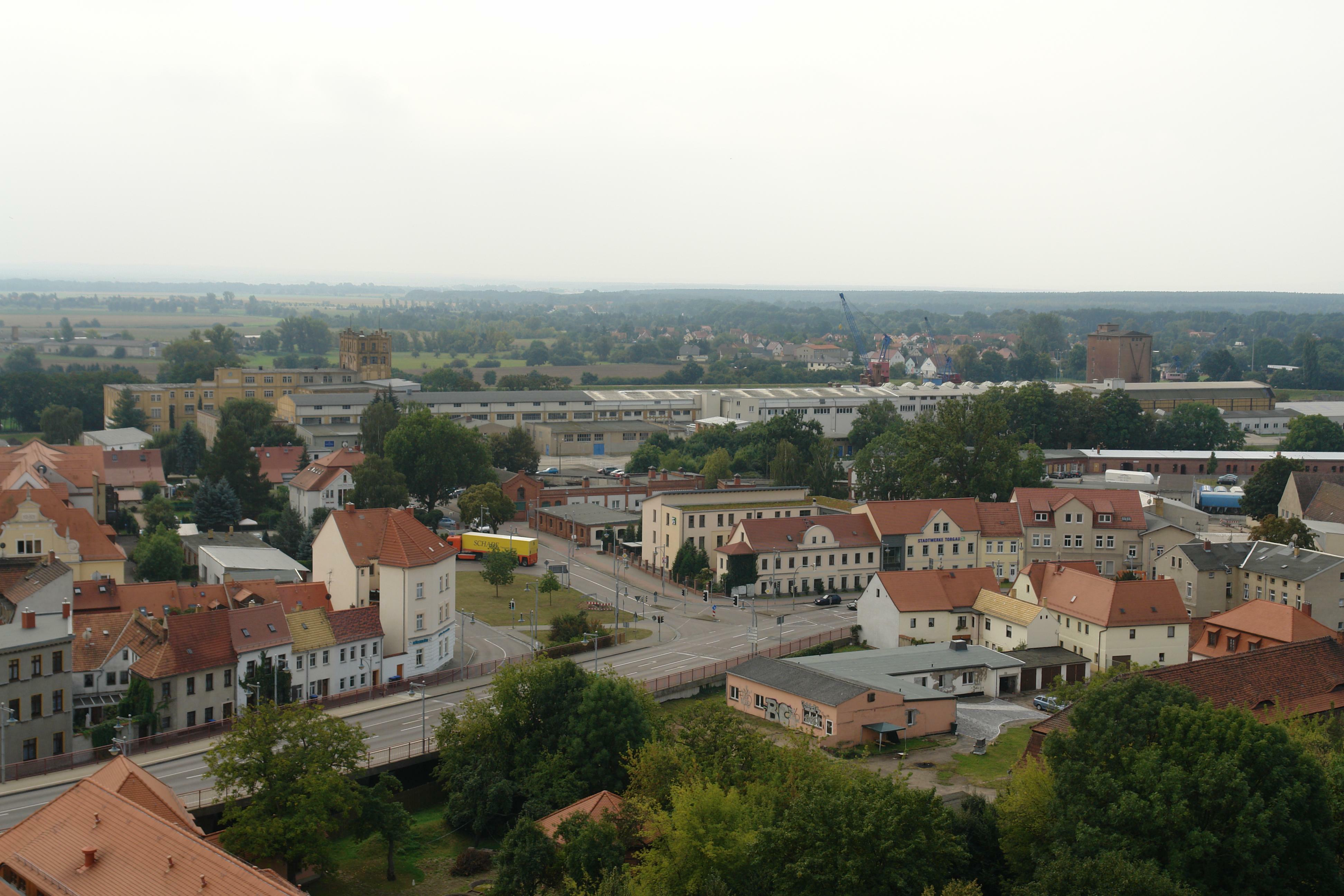
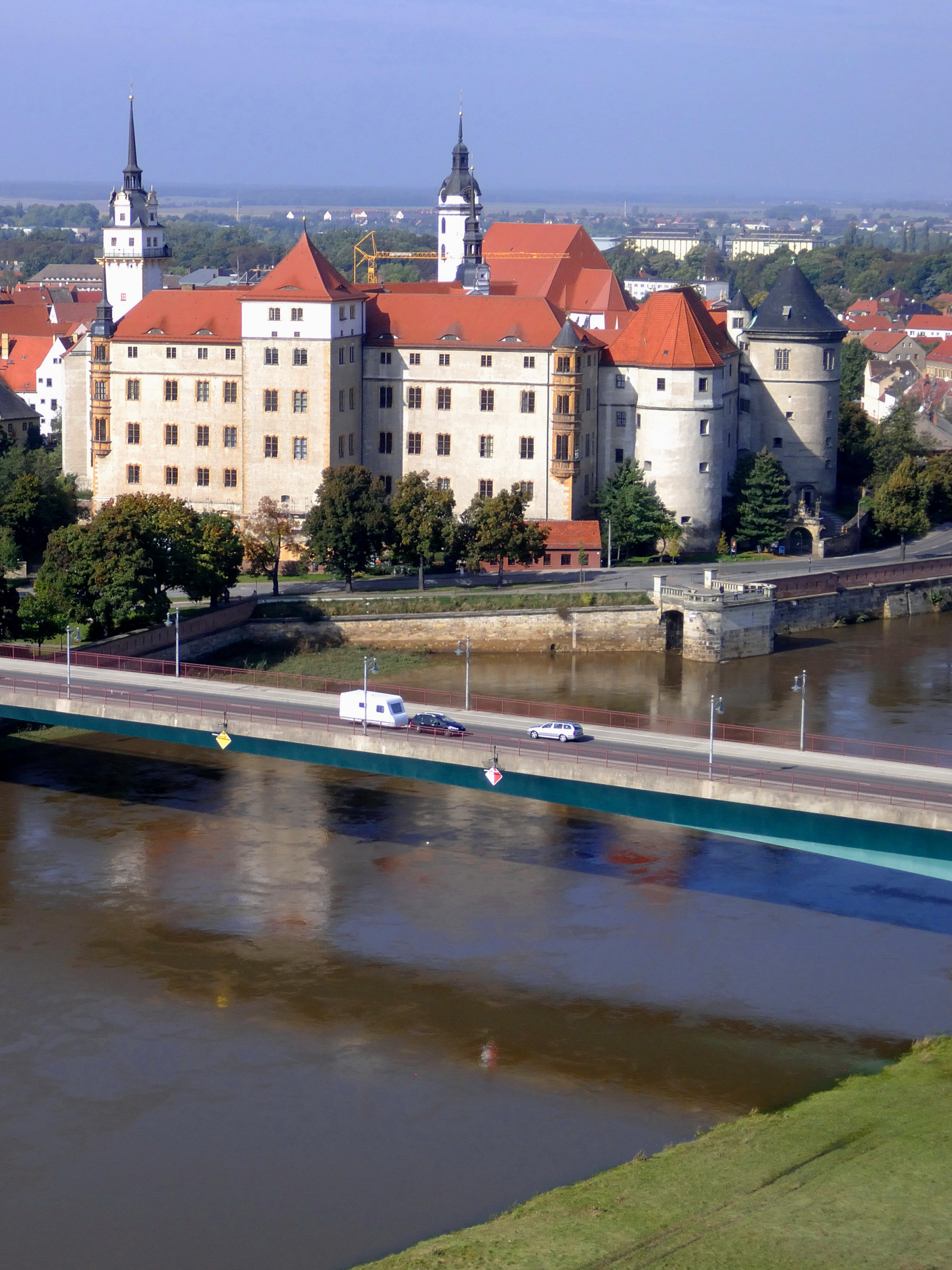
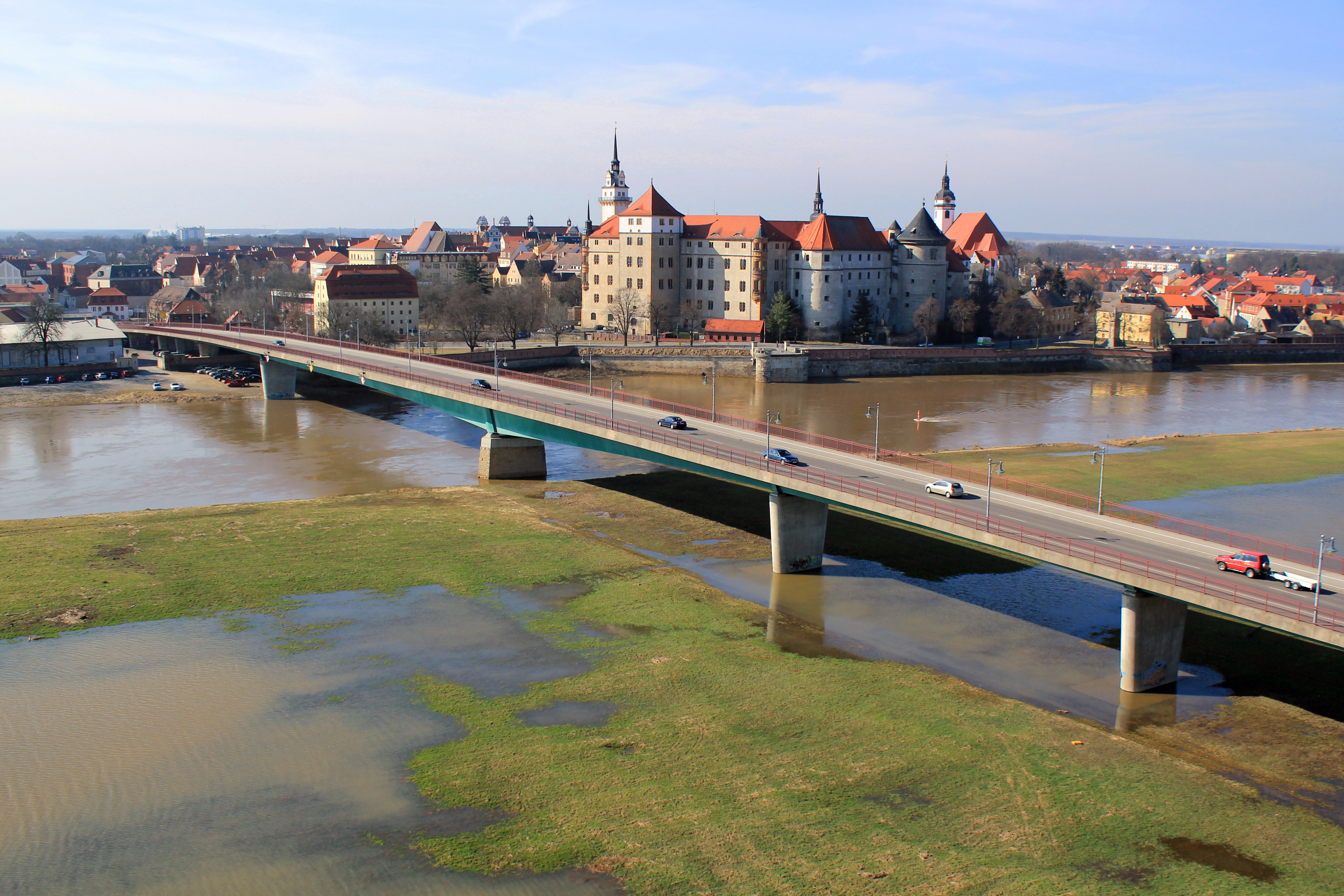
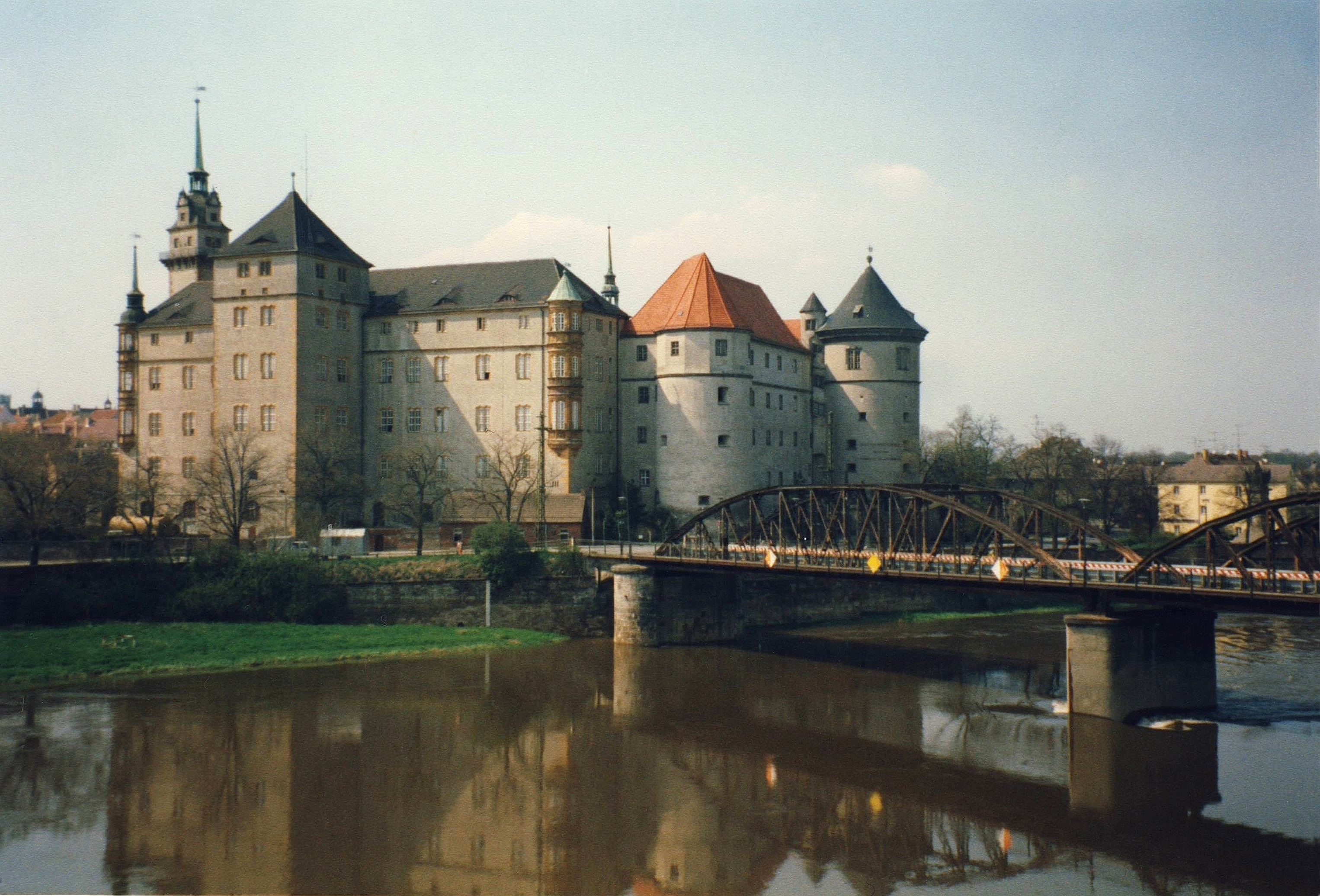
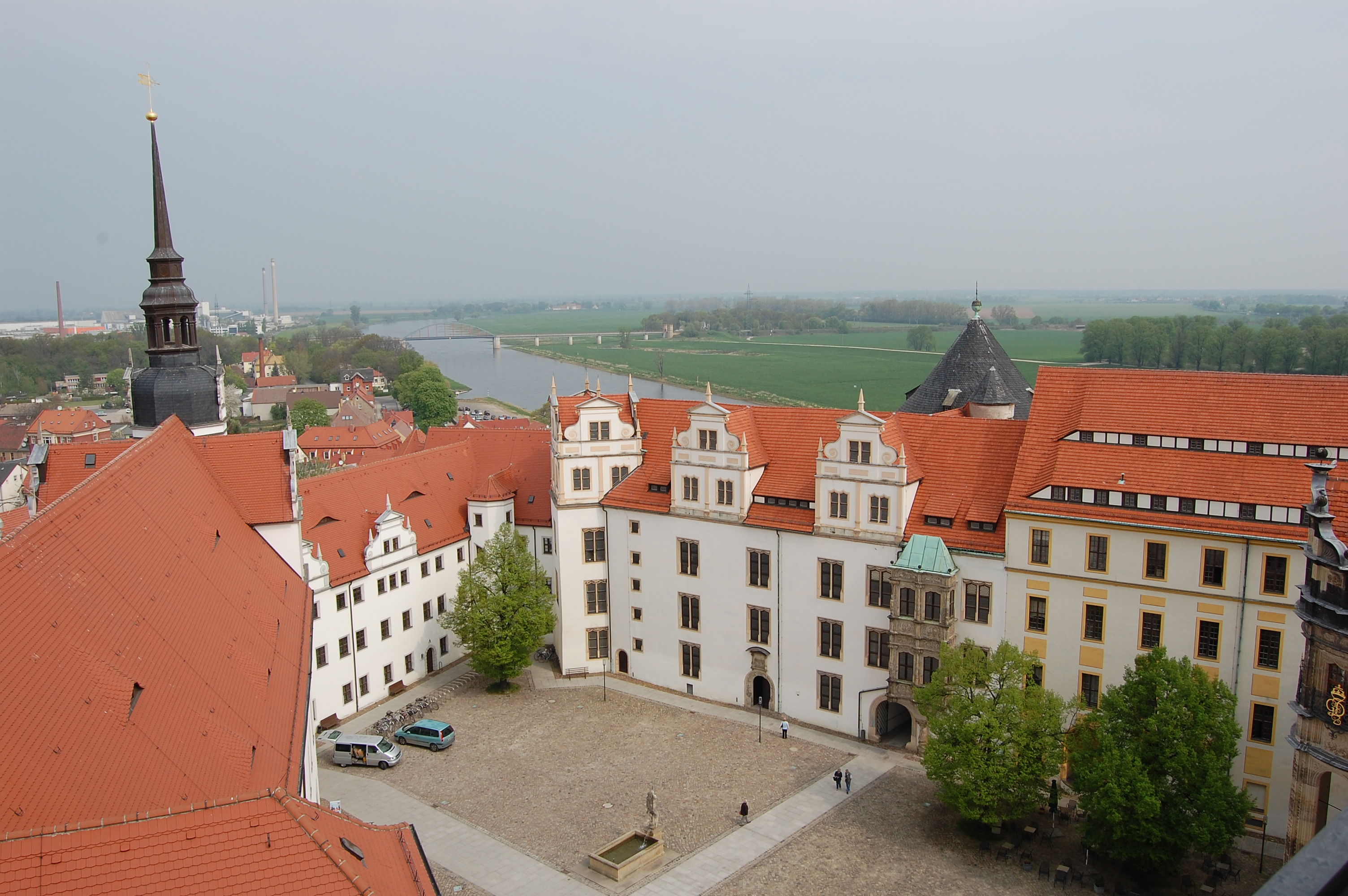
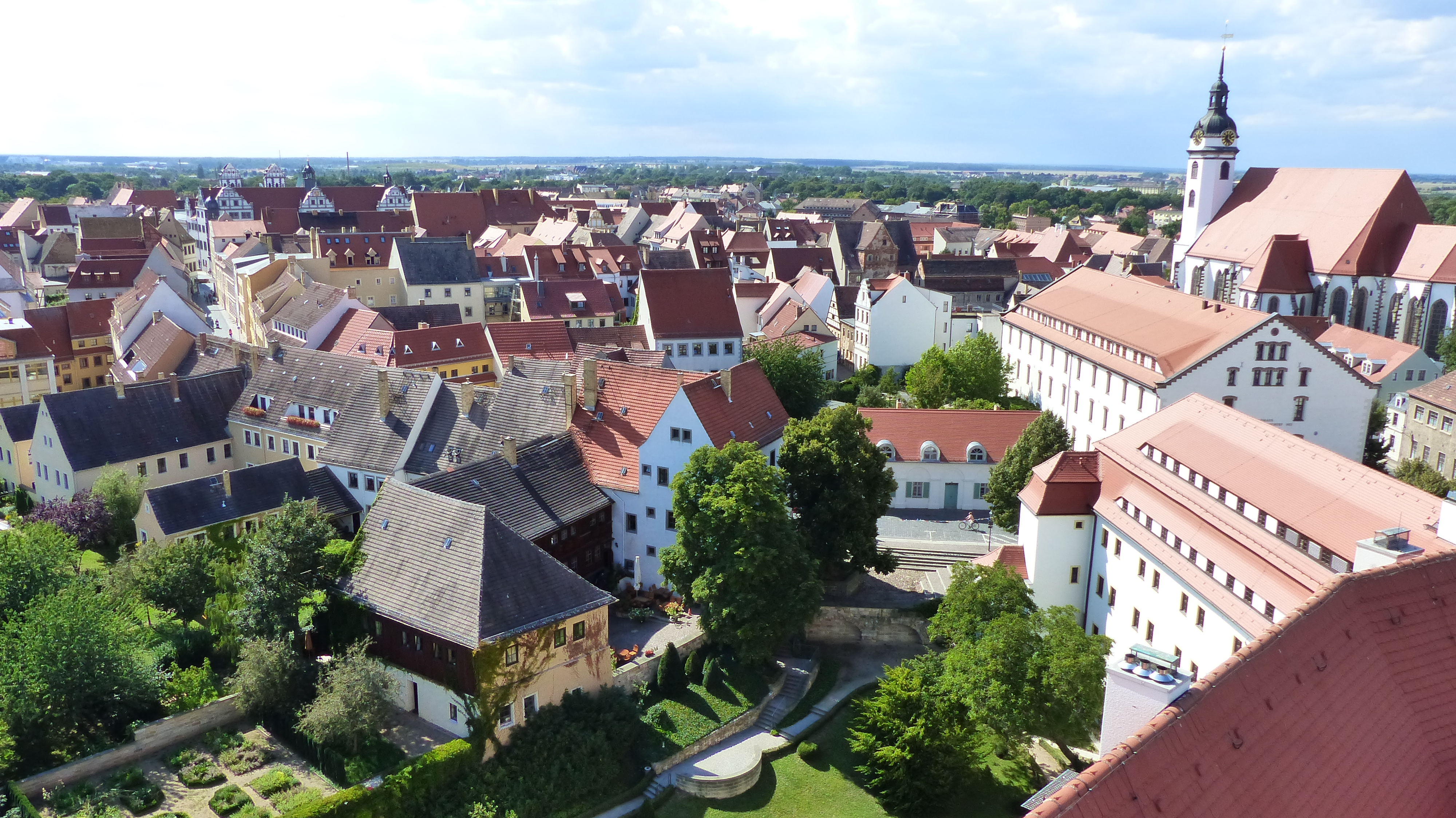
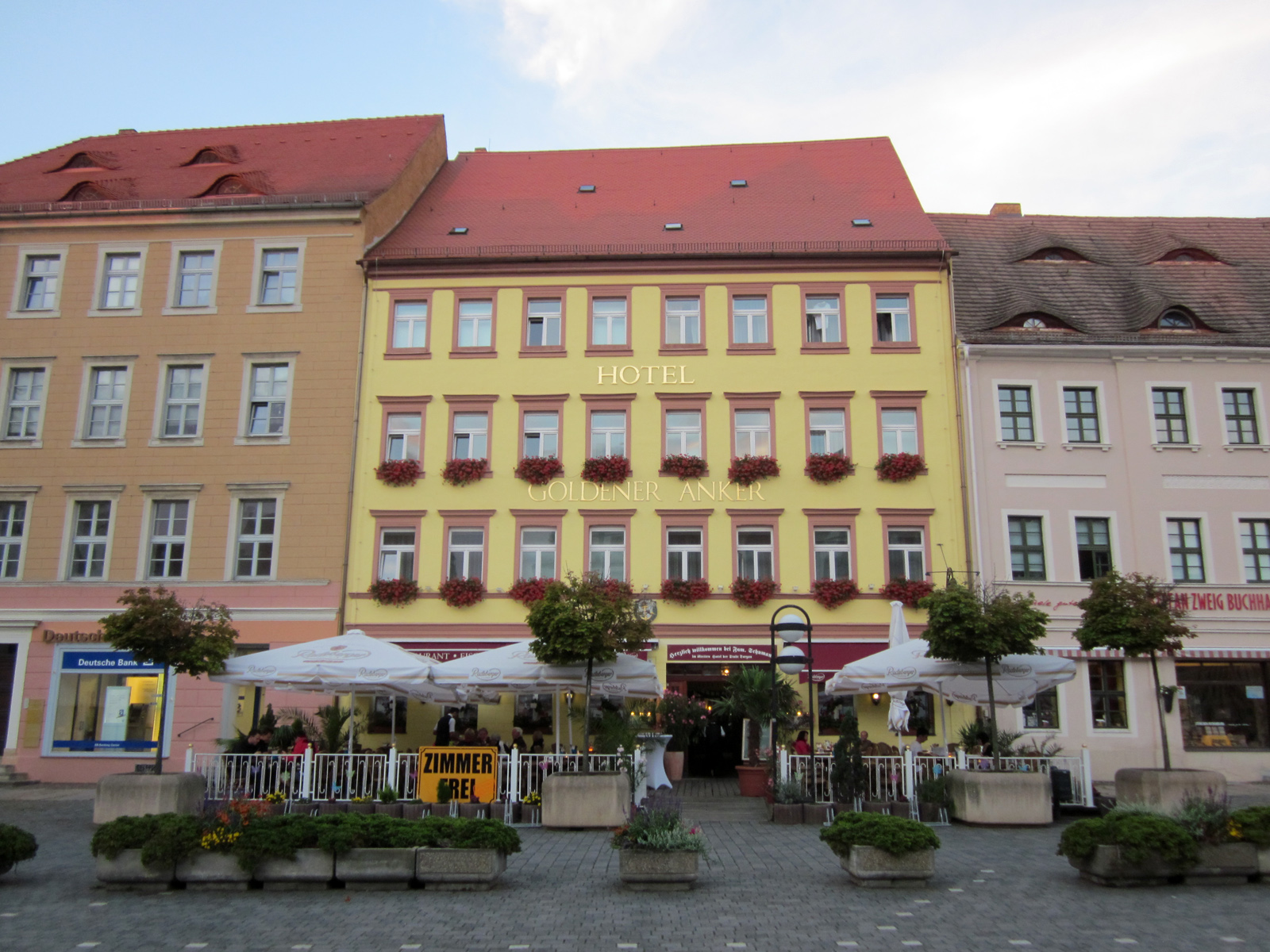
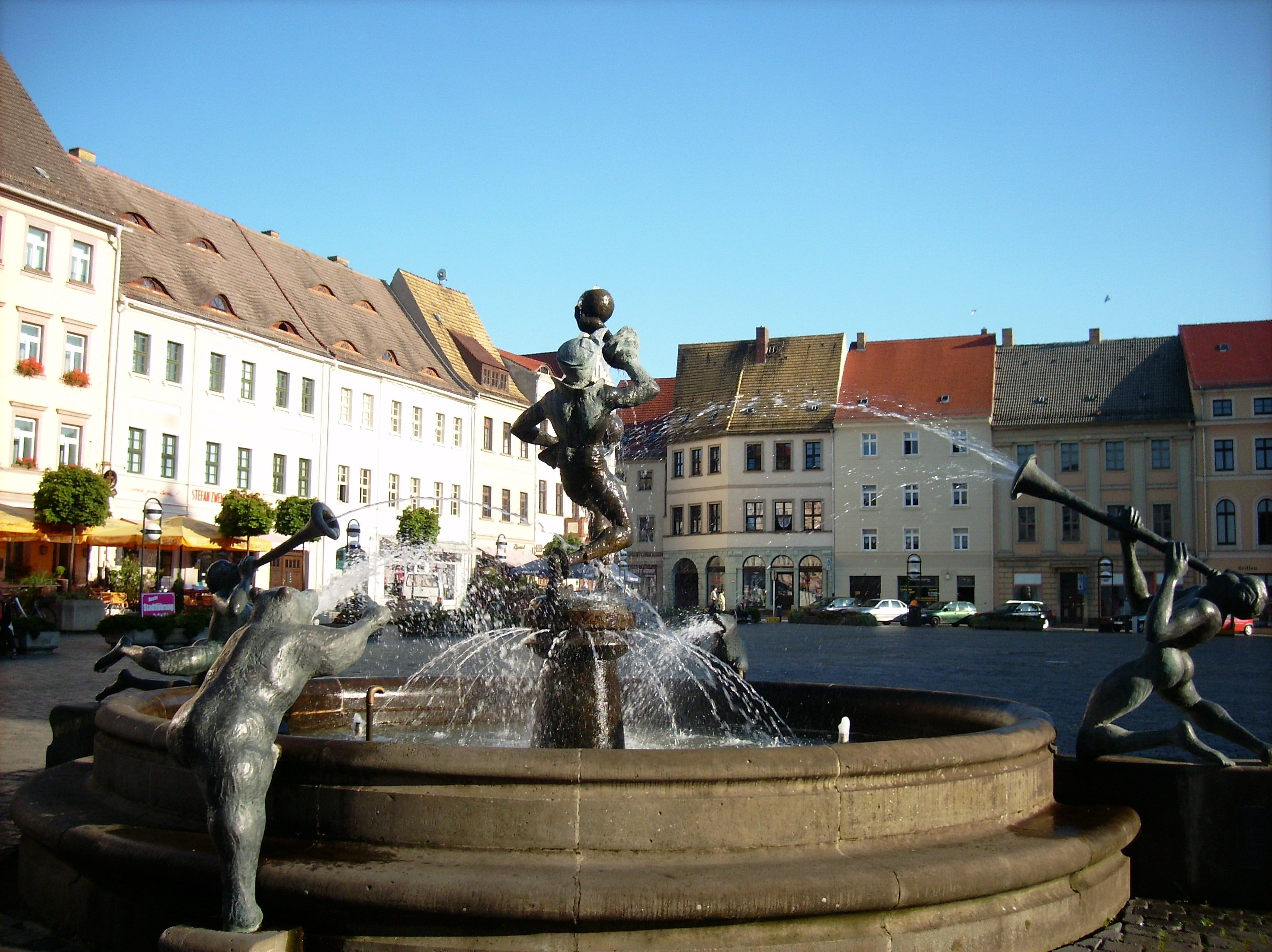
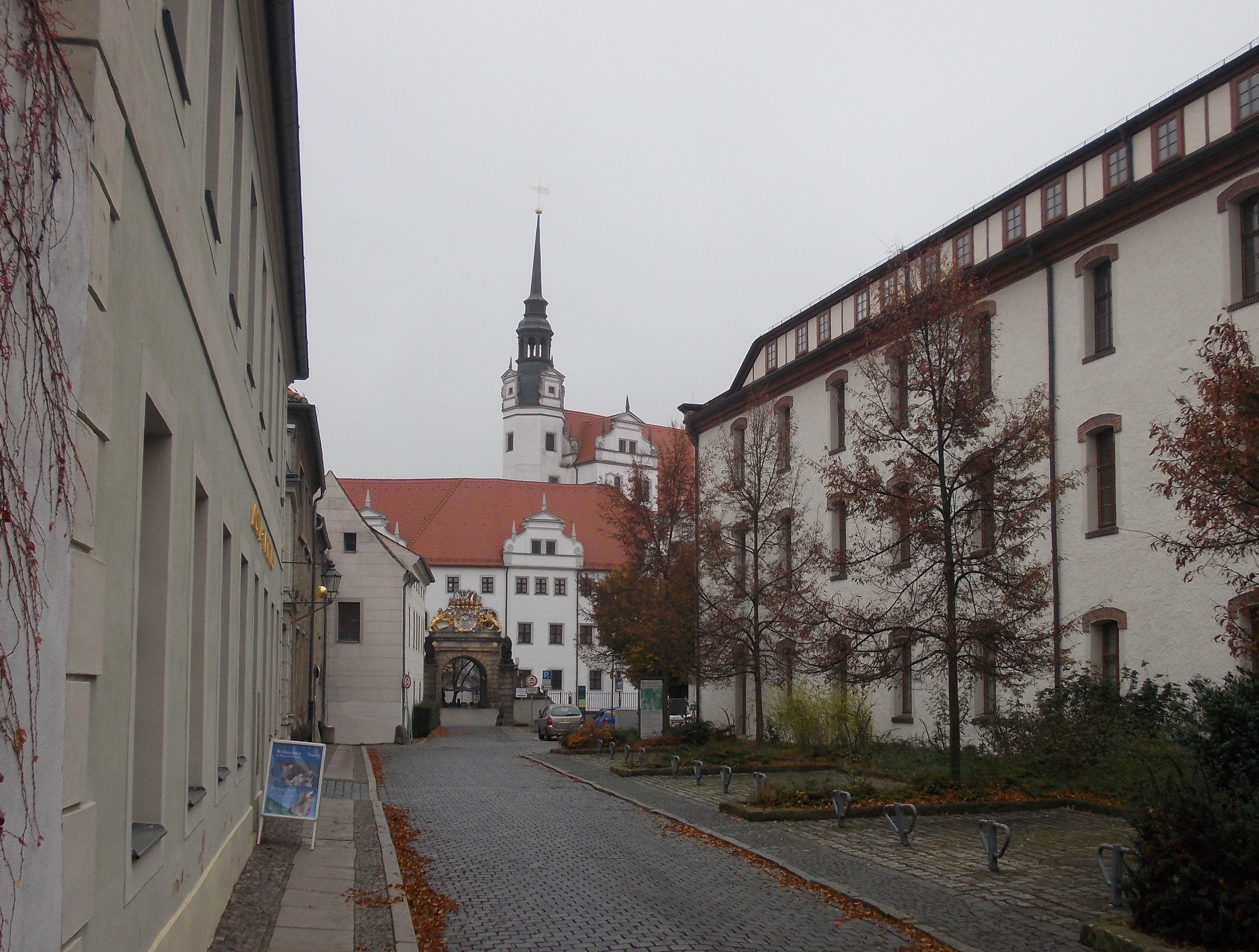
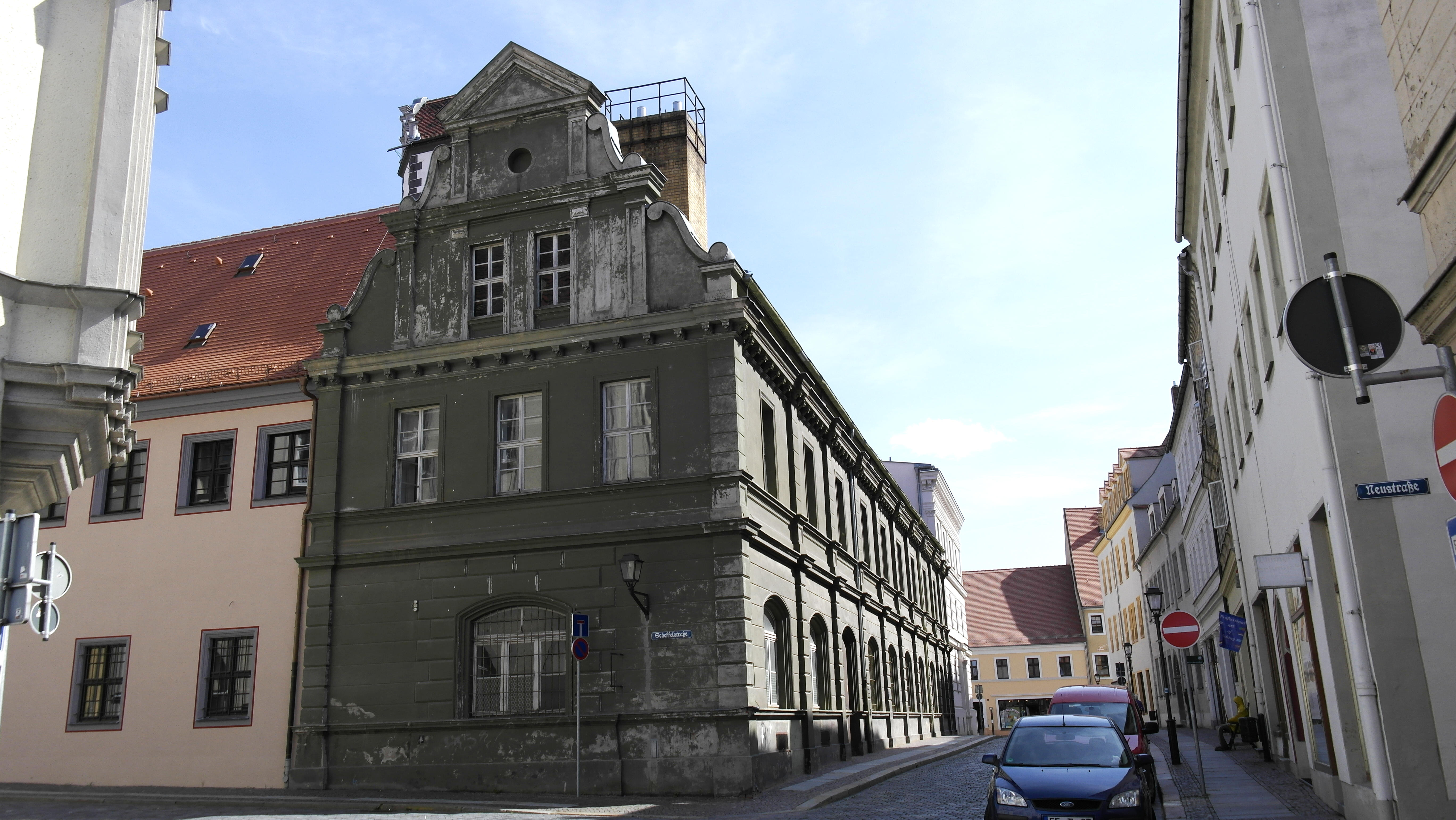
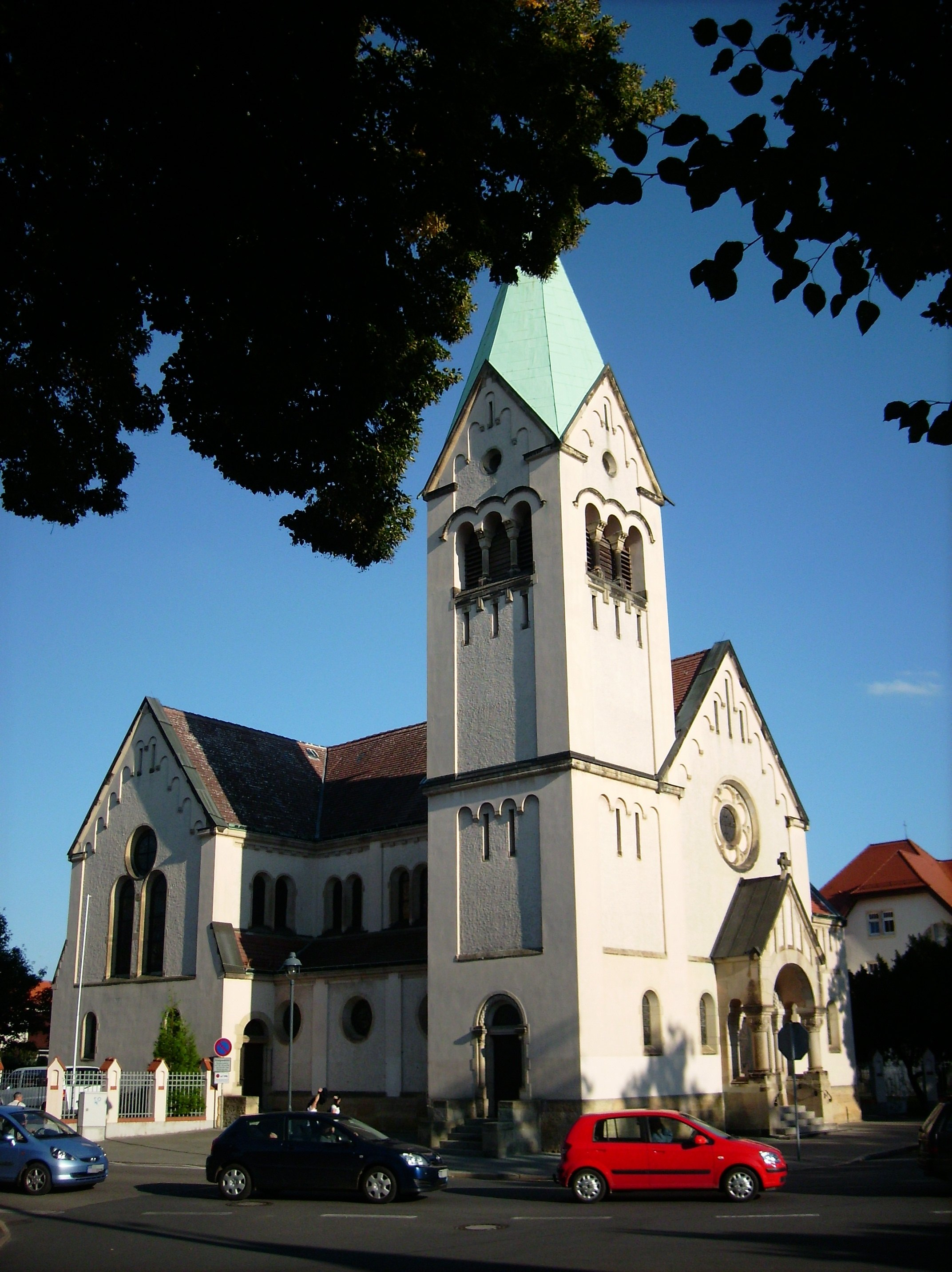
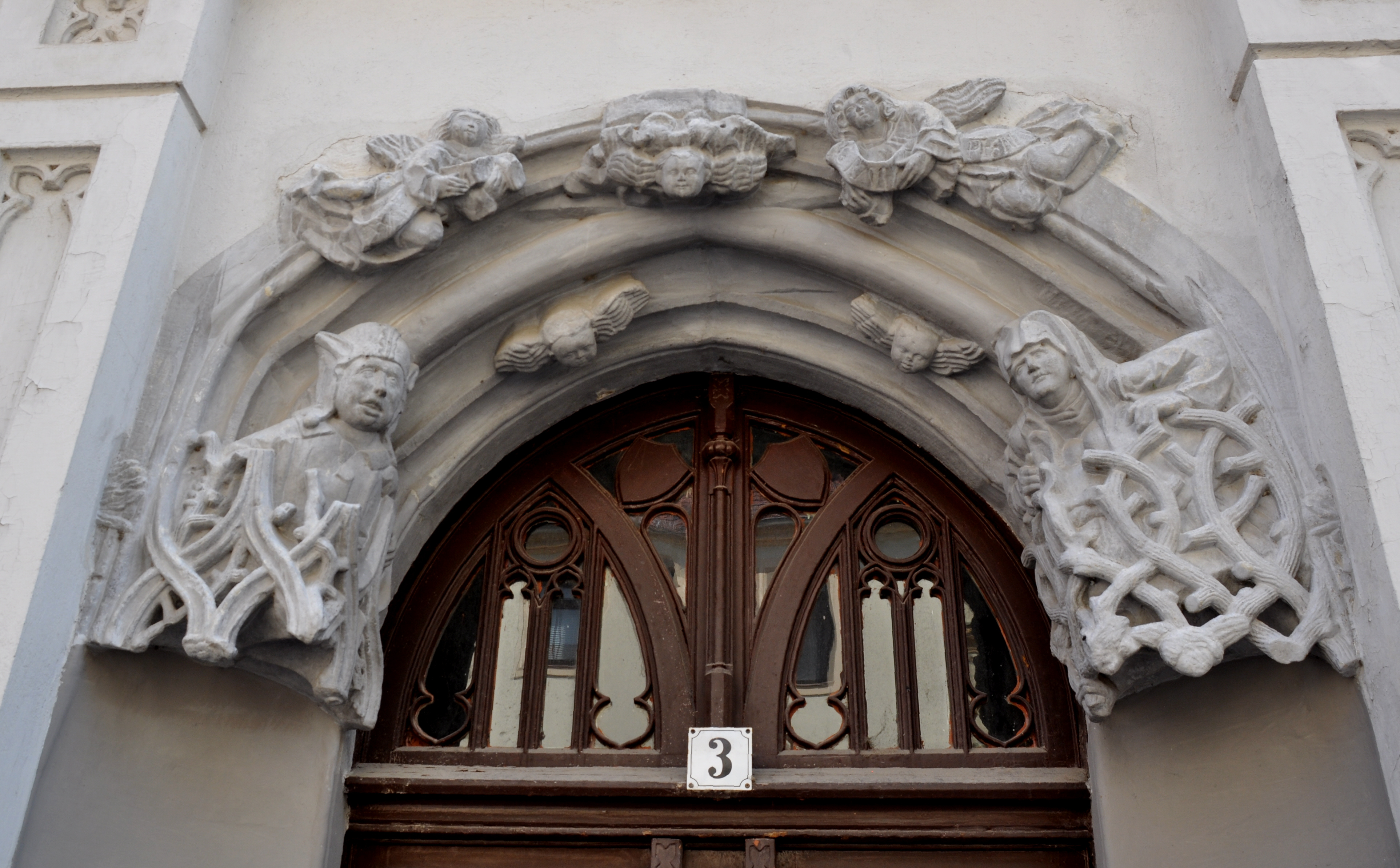
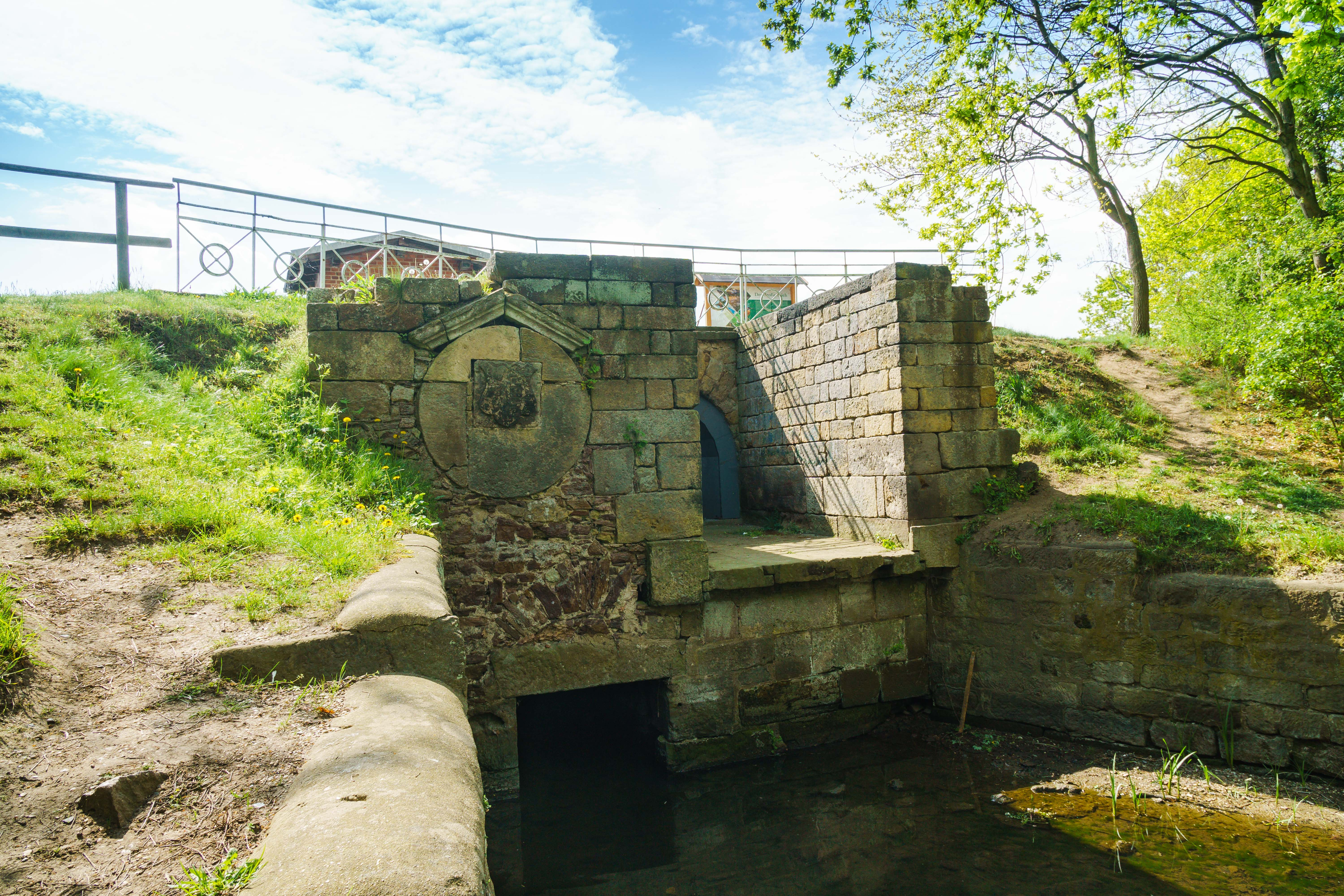

## Nevezetességek
- Kastély

## Városrészek
- Graditz
- Melpitz
- Werdau
- Repitz.

## Lakosság

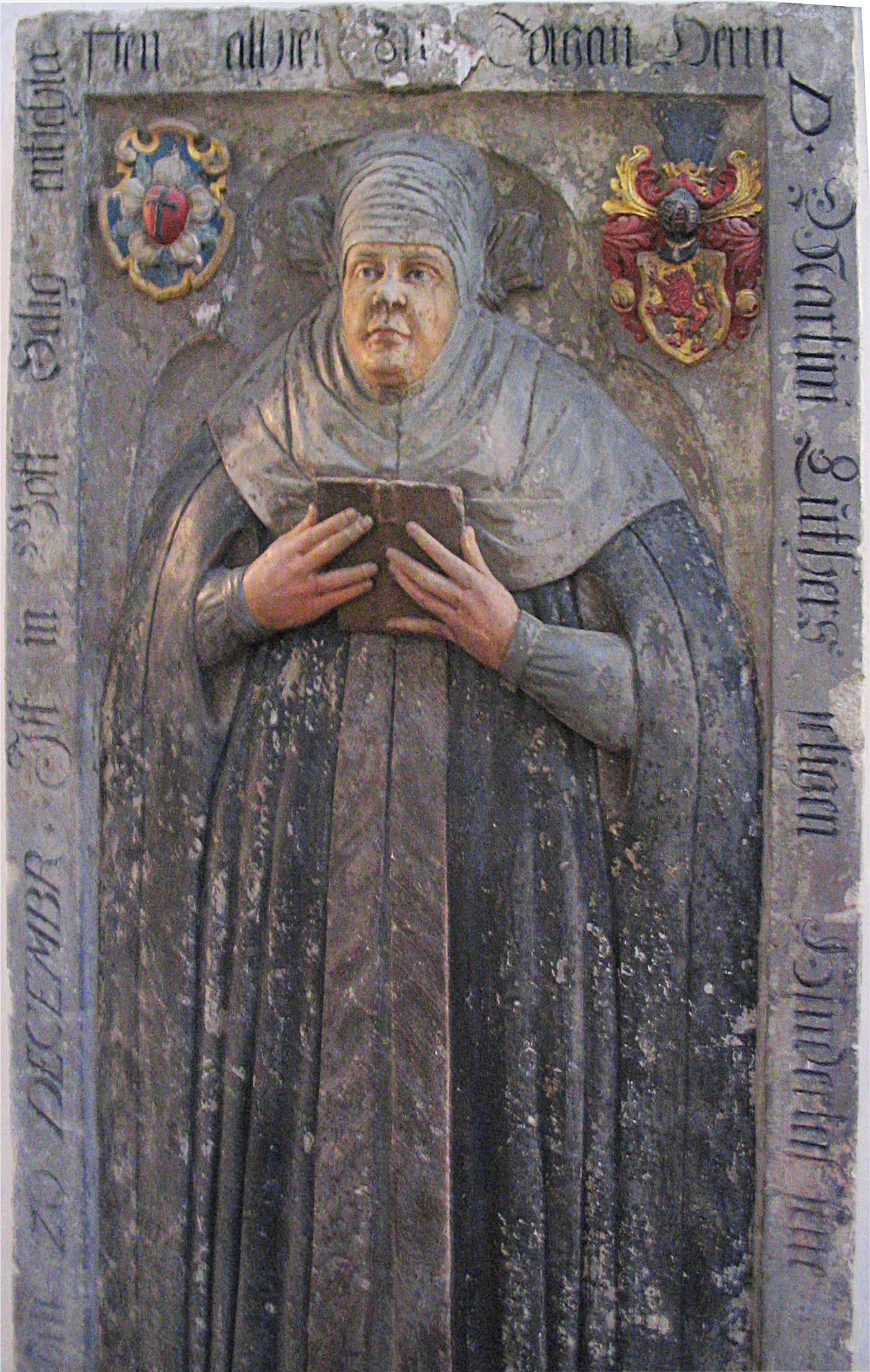
Katharina von Bora Epithaph

| - 1831 – 6.440 - 1885 – 10.988 1 - 1946 – 18.455 2 - 1950 – 19.683 3 | - 1960 – 19.690 - 1981 – 21.222 - 1984 – 21.508 - 1999 – 19.571 | - 2002 – 19.062 - 2004 – 18.843 - 2005 – 18.719 |